# Іллічино (Псковська область)
Іллічино (рос. Ильичино) — присілок в Себезькому районі Псковської області Російської Федерації.
Населення становить 1 особу. Входить до складу муніципального утворення Красноармейська волость.

## Історія
Від 2015 року входить до складу муніципального утворення Красноармейська волость.

## Населення
| 2001 | 2002 | 2010 |
| ---- | ---- | ---- |
| 13   | ↗14  | ↘1   |